# Scheeresberg (Aying)
Der Scheeresberg ist ein Berg bei Graß auf dem Gebiet der Gemeinde Aying.
Er liegt am Südrand des Egmatinger Forstes. Am Bergfuß in der Nähe befindet sich eine denkmalgeschützte Kapelle.